# Stenophiloscia salsilaginis
Stenophiloscia salsilaginis là một loài chân đều trong họ Halophilosciidae. Loài này được Verhoeff miêu tả khoa học năm 1931.